# Franz Attems
Franz Attems, eigentlich Franz Graf Attems, getauft als Maria Franciscus Xaverius Antonius Mauritius Josephus Wilhelmus Ferdinandus Attems (* 30. Mai 1848 in Spielfeld; † 28. Mai 1919 in Gösting (heute Stadt Graz)) war Gutsbesitzer und Abgeordneter zum Österreichischen Abgeordnetenhaus.

## Leben
Franz Attems war Sohn des Herrschaftsbesitzers Wilhelm Graf Attems (1810–1872). Er besuchte ab 1856 das Jesuitenkolleg Kalksburg (heute in der Stadt Wien). Im Jahr 1866 maturierte er an einem Gymnasium in Graz. Danach studierte er Rechtswissenschaft an der Universität Graz.
Von 1870 bis 1882 war er im Verwaltungsdienst tätig, zunächst als Konzeptspraktikant, ab 1875 als Konzipist, ab 1878 als Bezirkskommissär an der Statthalterei in Graz und ab 1879 als Bezirkskommissär in Waidhofen an der Thaya. Ab 1872 war er auch Besitzer der Herrschaften Spielfeld, Gösting etc.
Von 1898 bis 1919 war er auch Präsident des Steiermärkischen Forstvereins.
Franz Graf Attems war von 1884 bis 1918 Mitglied im steiermärkischen Landtag (VI., VII., VIII., IX. und X. Wahlperiode). Von 1894 bis 1918 war er auch im Landesausschuss.
Er war römisch-katholisch und blieb zeitlebens ledig und kinderlos. Er war Schwager von Ignaz Graf Attems.

## Politische Funktionen
Nach dem Tod von Mathias Lohninger wurde Franz Graf Attems am 15. Januar 1883 als Mitglied des Abgeordnetenhauses  im Reichsrat angelobt. Er war dort bis zu seiner Mandatsniederlegung am 8. Oktober 1894 Abgeordneter (VI., VII. und VIII. Legislaturperiode), Kronland Steiermark, Kurie Großgrundbesitz.

## Klubmitgliedschaften
Franz Graf Attems war anfangs bei den Vereinigten Linken. Ab 1885 war er beim Deutschösterreichischen Klub, seit dem 6. November 1888 gehörte er den Vereinigten Deutschen Linken an (Verfassungstreuer Großgrundbesitz).